# راي سينغلتون
راي سينغلتون (بالإنجليزية: Ray Singleton)‏ هي عازفة بيانو وكاتبة غنائية ومنتجة أسطوانات ومغنية أمريكية، ولدت في 8 مارس 1937 في ديترويت في الولايات المتحدة، وتوفيت في 11 نوفمبر 2016 في وودلاند هيلز، كاليفورنيا في الولايات المتحدة.

## وصلات خارجية
- راي سينغلتون على موقع IMDb (الإنجليزية)
- راي سينغلتون على موقع ميوزك برينز (الإنجليزية)
- راي سينغلتون على موقع ميوزك برينز (الإنجليزية)
- راي سينغلتون على موقع ديسكوغز (الإنجليزية)